# Edme Aimé Lucotte
Pour les articles homonymes, voir Lucotte.
 (décembre 2019).
Si vous disposez d'ouvrages ou d'articles de référence ou si vous connaissez des sites web de qualité traitant du thème abordé ici, merci de compléter l'article en donnant les références utiles à sa vérifiabilité et en les liant à la section « Notes et références ».
Edme Aimé Lucotte, né à Créancey, près d'Arnay-le-Duc (Côte-d'Or), le 30 octobre 1770, mort le 21 septembre 1825 à Port-sur-Saône (Haute-Saône), est un général français de la Révolution et de l’Empire.

## Biographie
Edme Lucotte naît le 30 octobre 1770 à Créancey et est baptisé le même jour. Il est l'aîné des neuf fils de Jean Baptiste Lucotte, recteur d'école, et de Philiberte Bachelet. Son grand-père, Edme Bachelet, laboureur au hameau de Panthier, est choisi comme parrain à son baptême.  
Il effectue de brillantes études au Collège royal de Dijon. Il y enseigne le latin et la poésie de 1791 à 1793. Ayant embrassé avec chaleur les principes qui amènent la Révolution française, le jeune Lucotte s'enrôle dans le 8e bataillon de volontaires de la Côte-d'Or le 23 juillet 1793, y devient sergent le lendemain même de son entrée dans le bataillon, obtient le grade de sergent-major le 3 brumaire an II, celui de lieutenant quartier-maître le 15 du même mois, est créé capitaine le 15 thermidor, et enfin chef de bataillon le 7 brumaire an III. Lucotte a obtenu ces différents grades en combattant soit à l'armée des Alpes, sous Kellermann, soit à celle du Rhin, sous Pichegru et Moreau.
Appelé au commandement de la 60e demi-brigade de première formation, qui deviendra le 12e régiment d'infanterie de ligne le 2 messidor suivant, on le voit, pendant les troubles qui se manifestent à Lyon, refuser de commander le feu sur les Lyonnais révoltés contre les commissaires de la Convention nationale. Ce refus, joint à l'énergie avec laquelle il défend le général Montchoisy lorsque ce général, sous les ordres duquel il sert, est frappé de destitution, fait suspendre le chef de brigade Lucotte de ses fonctions le 24 messidor an IV.
Réintégré dans son grade le 18 thermidor de la même année, on le place à la tête de la 7e demi-brigade légère de deuxième formation, au mois de floréal an V.
Après avoir fait la campagne de cette année à l'armée d'Italie sous le général Napoléon Bonaparte, il reçoit l'ordre de se rendre à Marseille, où il est destitué le 18 messidor an VI, par le Directoire exécutif, pour avoir pris la défense d'un marin, nommé Laure, qui a été deux fois condamné injustement à mort. Lucotte prouve que le jour même où Laure, dénoncé comme chef d'un attroupement de compagnons de Jéhu, qui en l'an III, égorgent des prisonniers détenus pour opinions dites révolutionnaires, ce marin se bat en mer contre les Anglais, et se sauve à la nage, quoique blessé, sur les côtes de la Ligurie, pour éviter la captivité.
Le Directoire exécutif convaincu de l'innocence de Lucotte, le met le 19 brumaire an VII à là disposition du général en chef Kilmaine, en lui recommandant de lui donner de l'avancement à l'armée d'Angleterre.
Nommé général de brigade le 1er frimaire an VII (21 novembre 1798), il est confirmé dans ce grade le 28 pluviôse an VIII.
Membre et commandeur de la Légion d'honneur les 19 frimaire et 25 prairial an XII, il quitte la France pour se rendre à Naples auprès du roi Joseph Bonaparte, qui l'emploie le 14 fructidor an XIII et l'attache définitivement à son service le 6 décembre 1807. Ce prince, qu'il suit en Espagne, le choisit pour son aide-de-camp, et le nomme général de division le 8 novembre 1808, marquis de Sopetrano le 18 février 1811. Il est fait comte de l'Empire le 24 avril 1815,).
Rentré au service de France comme général de brigade le 4 novembre 1813, il passe le 7 chef d'état-major du 5e corps d'armée, et commande le 18 une brigade de la 1re division de réserve de Paris. Il fait avec distinction la campagne de 1814. À la tête de sa brigade il pénètre dans Athies, y culbute deux bataillons russes et s'empare de l'une des fermes de ce bourg.
Louis XVIII le nomme le 8 juillet 1814 chevalier de Saint-Louis, et le 20 lieutenant-général en non-activité.
Appelé le 16 mars à commander une division dans l'armée destinée, sous les ordres du duc de Berry, à s'opposer au retour de Napoléon Ier, il est presque aussitôt abandonné par ses troupes, qui courent se ranger sous les drapeaux de leur ancien souverain.
L'Empereur lui confie le commandement de la 20e division militaire. Après le second retour du roi, on le met le 21 juillet en non-activité. Devenu lieutenant-général le 27 mai 1818, Lucotte est compris le 30 décembre suivant au nombre des lieutenants-généraux qui forment le corps royal d'état-major, obtient sa retraite le 17 mars 1825, une pension de 5 400 francs le 4 mai, et meurt le 21 septembre suivant.
Son nom est inscrit sur l'arc de triomphe de l'Étoile, côté Sud.